# Virginia Grey
Virginia Grey (* 22. März 1917 in Los Angeles; † 31. Juli 2004 in Woodland Hills, Kalifornien) war eine US-amerikanische Schauspielerin.

## Leben und Karriere
Virginia Grey wurde in eine Hollywoodfamilie hineingeboren. Ihr Vater Ray Grey war Regisseur der Pioniertage, ohne jedoch größere Erfolge erzielt zu haben, und starb bereits 1925 eines frühen Todes. Ihre Mutter wurde nach dem Tod des Vaters Filmeditorin in Hollywood. Bereits mit zehn Jahren spielte Virginia Grey in der Stummfilmversion von Onkel Tom's Hütte ihre erste Rolle, nachdem ihre Mutter sie hierfür vermittelt hatte. Nach nur wenigen Kinderrollen verließ sie das Filmgeschäft, um ihre Schule zu beenden. 
Inzwischen erwachsen, drehte Grey ab dem Jahr 1936 erneut Filme. Als Hauptstar fungierte sie größtenteils nur in B-Filmen, in A-Produktionen blieb sie meist auf Nebenrollen oder auf gelegentliche zweite Hauptrollen neben Stars wie Joan Crawford, Betty Grable, Susan Hayward oder den Marx Brothers beschränkt. Insgesamt brachte sie es aber im Laufe ihrer Karriere bis 1976 auf über 130 Filme sowie über ein Dutzend Fernsehproduktionen. Laut ihrer Schauspielkollegin Ann Rutherford war Greys größte Stärke ihre Vielseitigkeit, mit der sie glaubwürdig sowohl das liebe All-American Girl als auch die fiese Rivalin der Hauptdarstellerin verkörpern konnte. So spielte sie in ihrer Zeit bei Metro-Goldwyn-Mayer etwa eine nette Angestellte in Die Marx Brothers im Kaufhaus (1941) und eine kaltblütige Mörderin mit Doppelleben in der Kriminalkomödie Dünner Mann, 3. Fall (1939). In den 1950er- und 1960er-Jahren besetzte der Produzent Ross Hunter sie in seinen Melodramen Was der Himmel erlaubt, Endstation Paris und Madame X. Im Fernsehen war sie in dieser Zeit in Serien wie Peter Gunn, Bonanza, Die Leute von der Shiloh Ranch, Meine drei Söhne oder Der Chef als Gastdarstellerin zu sehen. Ihre letzte Kinorolle hatte sie 1970 im populären Katastrophenfilm Airport, danach stand sie noch für mehrere Fernsehproduktionen vor der Kamera.
Grey heiratete nie und hatte keine Kinder, war aber in den 1940er-Jahren für einige Zeit mit Clark Gable liiert. Sie starb im Juli 2004 im Alter von 87 Jahren an Herzversagen. In der US-amerikanischen Fernsehserie The Pacific wurde sie von Anna Torv dargestellt.

## Filmografie (Auswahl)
- 1927: Onkel Tom’s Hütte (Uncle Tom’s Cabin)
- 1928: The Michigan Kid
- 1936: Die Doppelgänger (Our Relations)
- 1936: Der große Ziegfeld (The Great Ziegfeld)
- 1937: Bad Guy
- 1938: Der Testpilot (Test Pilot)
- 1938: Dramatic School
- 1938: Rich Man, Poor Girl
- 1939: Broadway Serenade
- 1939: Dünner Mann, 3. Fall (Another Thin Man)
- 1940: The Captain is a Lady
- 1941: Die Marx Brothers im Kaufhaus (The Big Store)
- 1942: Mr. und Mrs. North
- 1942: Tarzans Abenteuer in New York (Tarzan’s New York Adventure)
- 1943: Stage Door Canteen
- 1944: Strangers in the Night
- 1945: San Francisco Lilly (Flame of Barbary Coast)
- 1947: Hyänen der Prärie (Wyoming)
- 1947: Die Unbesiegten (Unconquered)
- 1948: Insel des Grauens (Unknown Island)
- 1948: Das Geheimnis von Zimbalu (Jungle Jim)
- 1948: Im Lande der Kakteen (Mexican Hayride)
- 1948: Das ist also New York (So This Is New York)
- 1951: Bullfighter and the Lady
- 1954: Goldräuber von Oklahoma (The Fortyniners)
- 1955: Unternehmen Pelikan (The Eternal Sea)
- 1955: Die tätowierte Rose (The Rose Tattoo)
- 1955: Was der Himmel erlaubt (All That Heaven Allows)
- 1957: Das war Mord, Mr. Doyle (Crime of Passion)
- 1957: Ein Herzschlag bis zur Ewigkeit (Jeanne Eagels)
- 1958: Zu jung (The Restless Years)
- 1959: Auf der Kugel stand kein Name (No Name on the Bullet)
- 1960: Das Geheimnis der Dame in Schwarz (Portrait in Black)
- 1961: Endstation Paris (Back Street)
- 1961: Junggeselle im Paradies (Bachelor in Paradise)
- 1964: Der nackte Kuß (The Naked Kiss)
- 1965: Heißer Strand Acapulco (Love Has Many Faces)
- 1966: Madame X
- 1967: Rosie!
- 1970: Airport
- 1976: Die Bankiers (The Moneychangers, Miniserie, 3 Folgen)